# Estadio La Pampilla
El Estadio La Pampilla es un estadio de fútbol ubicado en Pampilla ciudad de Coquimbo, Chile. Su equipo local es Coquimbo Unido de la Primera División, como alternativa al Estadio Francisco Sánchez Rumoroso, principal recinto del club pirata. También fue utilizado ocasionalmente por Club de Deportes La Serena mientras se remodelaba el Estadio La Portada.

## Historia
En el año 2008, el Estadio Francisco Sánchez Rumoroso fue designado por FIFA para ser sede de la Copa Mundial Femenina de Fútbol Sub-20 de 2008, obligando a la completa remodelación de este, la que consistió en la demolición y posterior construcción de un nuevo reducto.
Durante ese periodo, el equipo local Coquimbo Unido disputaría sus partidos de local en el Estadio La Portada, de la vecina ciudad de La Serena. La baja afluencia de público pirata al reducto serenense fundamentada principalmente por la fuerte rivalidad entre los clubes de ambas ciudades, sumado a la eterna aspiración de los equipos amateur de la ciudad de contar con un estadio de primer nivel, hicieron considerar la idea de levantar un nuevo reducto deportivo en Coquimbo.
Es así como se empieza a levantar este nuevo recinto al interior del Parque La Pampilla (de allí el nombre), construyéndose principalmente con los restos del antiguo Sánchez Rumoroso.
El estadio fue inaugurado el 27 de julio de 2008 con la victoria de Coquimbo Unido sobre Curicó Unido por 2 a 0.

## Coquimbo Unido

### 2008
Coquimbo Unido tuvo una excelente campaña a pesar de no jugar en el Rumoroso, llegó a jugar allí la vuelta de la Final por el Subcampeonato y 2º Ascenso a Primera División contra Municipal Iquique, en la ida Coquimbo Unido perdió 2 contra 1, y en la vuelta vence a Iquique 2 contra 1, yendo a una tanda de penales, donde Flores se pierde el primer penal, aprovechando Iquique marcando los 5 restantes y quedándose con los logros. Quedándose así Coquimbo Unido otra temporada en la Segunda División.

### 2013
Luego de 5 años el estadio volvió a tener a los Piratas jugando ahora por la Copa Chile 2013-14, donde se enfrentó a Deportes Copiapó, venciendo 3 contra 0.

### 2014
Nuevamente el Pirata hace de anfitrión en el recinto Pampillero derrotando por 2-1 a Cobresal en un encuentro válido por la fase de Grupos de la Copa Chile 2014-15.

### 2015
Debido a la mantención del césped del Francisco Sánchez Rumoroso, se determinó jugar en el Estadio La Pampilla durante seis partidos del torneo de Primera B 2014-15. Durante ese periplo, vencieron a Curicó Unido (3-0), San Luis de Quillota (4-1), Magallanes (3-1), Unión San Felipe (4-1), además de empates contra Santiago Morning (1-1) y Lota Schwager (1-1).      
En la Copa Chile 2015, el conjunto pirata disputó dos partidos en La Pampilla: las victorias contra Deportes Copiapó y Cobresal.  
En el torneo de Primera B 2015-16, Coquimbo Unido volvió a usar el recinto, aunque con resultados distintos al campeonato anterior, cayendo ante Unión San Felipe y Deportes Copiapó y empatando ante Deportes Puerto Montt y Ñublense.     El Estadio La Pampilla se vio afectado por el Temporal de Chile de 2015, quedando con daños estructurales. 

## Mejoras posteriores
En 2015 fueron inauguradas las nuevas iluminarias del estadio. Esta iniciativa fue financiada con recursos del plan Chilestadios del Instituto Nacional del Deporte (IND), teniendo un valor aproximado de 70 millones de pesos chilenos. El proyecto consideró la instalación de 4 torres de iluminación y un generador de electricidad propio.